# Juan Pablo Sorín
Juan Pablo Sorín (født 5. maj 1976 i Buenos Aires, Argentina) er en tidligere argentinsk fodboldspiller, der spillede som venstre back eller alternativt kant. Hans aktive seniorkarriere strakte sig fra 1994 til 2009, og bragte ham til klubber i både Argentina, Brasilien, Spanien, Italien og Tyskland. Hans længste ophold var hos River Plate i hjemlandet, hvor han vandt fire argentinske mesterskaber, og hos Villarreal CF i Spanien.

## Landshold
Sorín var i en årrække en nøglespiller på Argentinas landshold, som han repræsenterede ved både VM i 2002 og VM i 2006. Ved 2006-udgaven var han holdets anfører. Han var også en del af trupperne til Copa América i både 1999 og 2004, samt til Confederations Cup 2005. I alt nåede han 76 landskampe, hvori han scorede tolv mål.